# Soneja
Soneja è un comune spagnolo di 1 383 abitanti situato nella comunità autonoma Valenciana.